# Oxira conflua
Oxira conflua là một loài bướm đêm trong họ Noctuidae.